# 樂遊科技
樂遊科技控股有限公司（英語：Leyou Technologies Holdings Limited，港交所除牌前：1089.HK），簡稱樂遊科技控股、樂遊科技，主要從事遊戲的開發和發行。公司注册地址位於香港金鐘金鐘道89號力寶中心2座3201室。
樂遊科技的前身為「森寶食品控股有限公司」。該股份在2011年1月11日於港交所主板上市。招股價為0.8港元，配售股份為4億股，集資額為3.2億港元。2015年1月正式更名為「樂遊科技控股」。
2014年6月30日，森寶食品計劃投資加拿大Digital Extremes股權。2015年7月，樂遊科技聯同完美世界，以7320萬美元（5.67億港元）收購Digital Extremes 61%股權，並於2016年5月收購剩餘的39%股權，成為Digital Extremes 97%的控股股東。Digital Extremes是一家位於加拿大的遊戲公司，曾參與虛幻、生化奇兵等遊戲的開發，目前主要開發和運營一款名為《Warframe》（中文名為「星際戰甲」或「戰甲神兵」）的科幻題材第三人稱射擊遊戲。
2017年3月，樂遊科技以總額不高於1.5億美元（11.7億港元）的代價收購了Splash Damage集團，成為該子集團的全資控股股東。Splash Damage集團位於英國，主要從事遊戲開發，曾開發或參加開發了《雷神之錘III》、《重返德軍總部：深入敵後》、《毀滅戰士III》、《深入敵後：雷神戰爭》等備受歡迎的射擊遊戲。最新的作品是以英國倫敦為背景的第一人稱射擊遊戲“核彈風雲”DirtyBomb。
此後，樂遊科技又陸續獲得了變形金剛、文明等IP授權，用於開發網路遊戲，並收購美國的遊戲開發公司Certain Affinity 20%的股份。
2019年2月20日，美图公司以每股2.71港元發行9.914億股股份為代價，新發行股份將占美圖現時已發行股本約23.58%，或擴大後的已發行股本約19.08%，收購樂遊科技間接全資附屬公司Dreamscape Horizon 31%的股權，收購總代價為26.9億港元，DreamscapeHorizon持有加拿大遊戲公司Digital Extremes 97%的股權
2020年9月3日，腾讯以14亿美金现金交易，收购樂遊科技。

## 連結
- leyoutech.com.hk （页面存档备份，存于）